# Остгайм
Остгайм (нім. Ostheim) — місто в Німеччині, розташоване в землі Баварія. Підпорядковується адміністративному округу Нижня Франконія. Входить до складу району Рен-Грабфельд. Складова частина об'єднання громад Остгайм-фор-дер-Рен.
Площа — 40,73 км2. Населення становить 3290 ос. (станом на 31 грудня 2020).

## Галерея

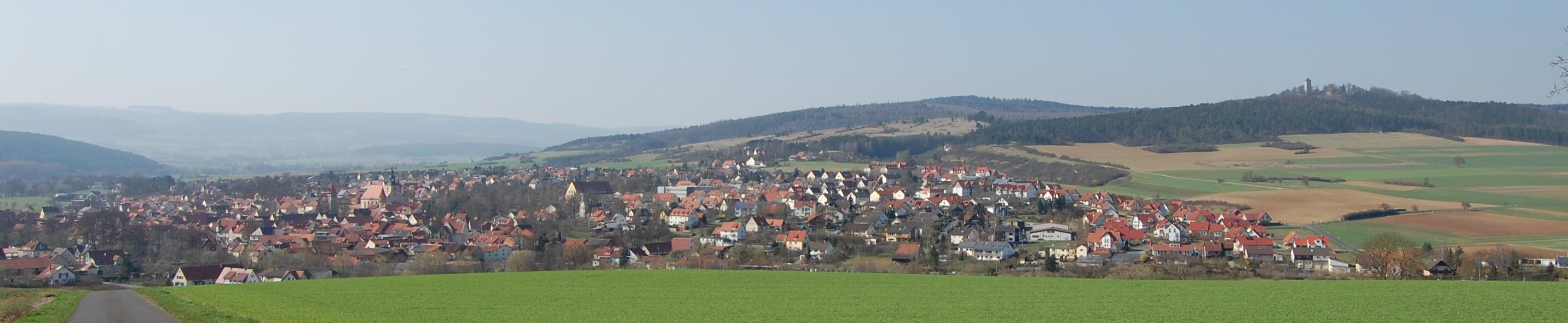
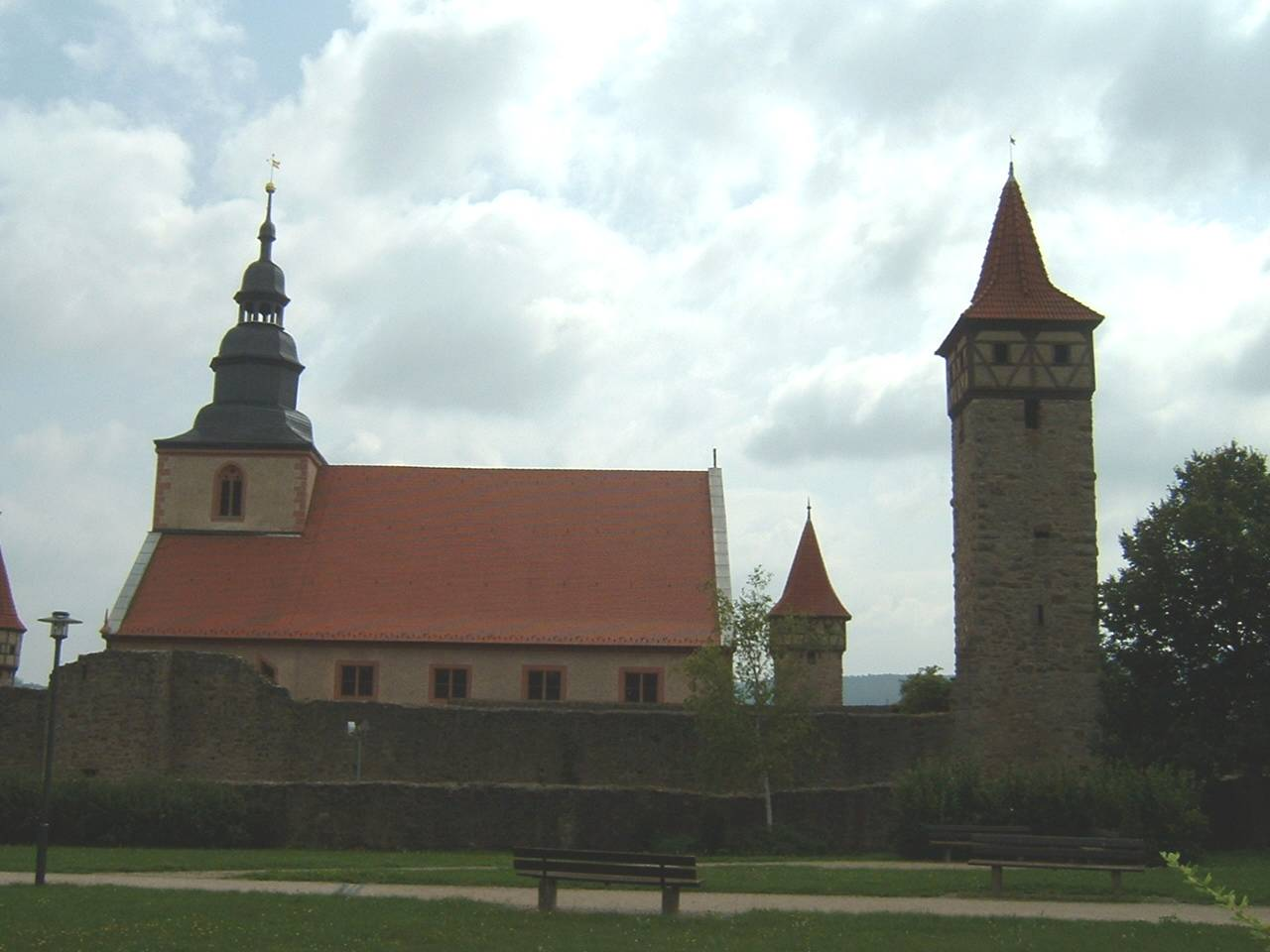